# Новоселівка (Старобільський район)
Новосе́лівка — село в Україні, у Старобільській міській громаді Старобільського району Луганської області. Населення становить 459 осіб. Колишній орган місцевого самоврядування — Титарівська сільська рада. Відстань до райцентру становить близько 5 км і проходить автошляхом Н21.

## Постаті
- Веремеєнко Олександр Юрійович (1996—2017) — матрос Військово-морських сил Збройних сил України. Учасник російсько-української війни.